# Ionischer Senat

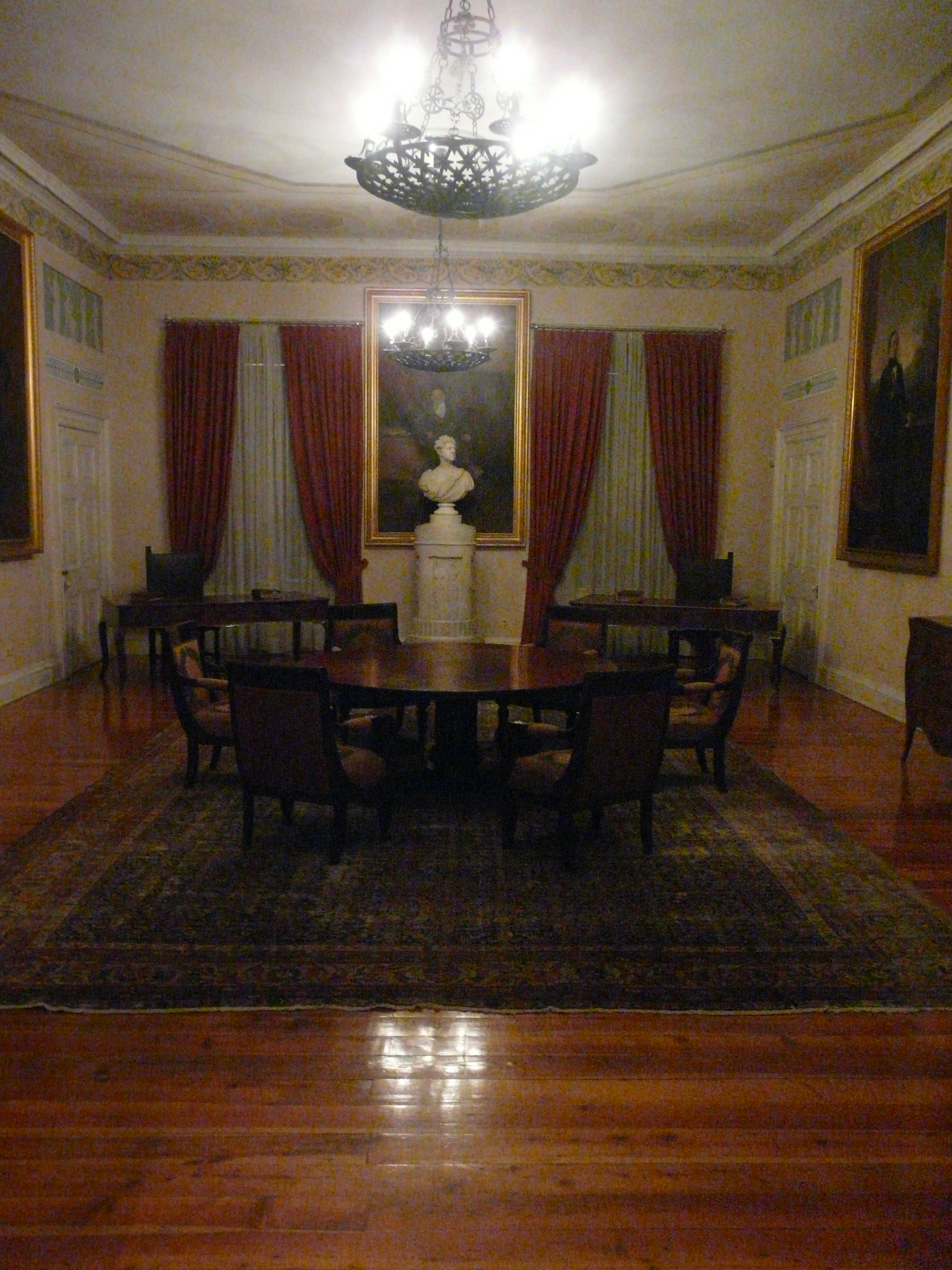
Sitzungssaal des Ionischen Senats im Palast des Heiligen Michael und des Heiligen Georg, Korfu

Der Ionische Senat (griechisch: Ιόνιος Γερουσία) war das Exekutiv- und später das Legislativorgan der Republik der Sieben Inseln (1800–1807/1814) und der Exekutivrat ihrer Nachfolge, der Vereinigten Staaten der Ionischen Inseln (1815–1864). Während des größten Teils seiner Geschichte war er im Palast St. Michael und St. Georg auf Korfu untergebracht, wo sein Sitzungssaal noch heute mit der Originaleinrichtung zu sehen ist.

## Republik der Sieben Inseln
Nach dem Ende der französischen Herrschaft über die Ionischen Inseln durch eine gemeinsame russisch-osmanische Flotte in den Jahren 1798–1799, am 6. MaiGreg. (24. AprilJul.) 1800, verkündeten die Kommandeure der beiden Flotten, dass die Ionischen Inseln einen einzigen Staat bilden würden, der von einem Senat (Γερουσία) in der Stadt Korfu regiert würde. Dieser Senat setzte sich aus jeweils drei Vertretern von Korfu, Kefalonia und Zakynthos, zwei von Lefkada und jeweils einem von Ithaka, Kythira und Paxos zusammen. Der venezianische Adlige Angelo Orio, der letzte venezianische Provveditore von Argostoli, wurde zum Vorsitzenden des Senats ernannt. Nachdem Orio nach Konstantinopel entsandt worden war, um die Verfassung des neuen Staates auszuhandeln, ging der Vorsitz des Senats an Graf Spyridon Georgios Theotokis über.
Gemäß der sogenannten „byzantinischen Verfassung“ von 1800 blieb der Senat die höchste Autorität der neuen, föderalen Republik der Sieben Inseln. Er setzte sich aus den Vertretern der Inseln zusammen, und sein Präsident war das Staatsoberhaupt der Republik. Im Februar 1803 wurde der Senat reformiert und bestand nun aus siebzehn Mitgliedern: jeweils vier aus Korfu, Kefalonia und Zakynthos, zwei aus Lefkada und jeweils eines aus den anderen Inseln. Die Wahl zum Senat erfolgte durch Wahlkollegien, die sogenannten Sincliti, die ausschließlich dem Adel vorbehalten waren. Die neue Verfassung, die im Oktober 1803 verkündet wurde, führte das Prinzip der Gewaltenteilung ein und setzte ein neues Gremium ein, die Zensoren (censori), die die Einhaltung der Verfassung sicherstellen und dem Senat als Berater zur Seite stehen sollten. Der Senat blieb das wichtigste Exekutivorgan mit drei Abteilungen für auswärtige Angelegenheiten, Innen- und Finanzangelegenheiten sowie Militärangelegenheiten. Nach Theotokis' Tod am 24. November wurde ein neuer Senatspräsident und Staatsoberhaupt der Republik gewählt, Antonios Komoutos aus Zakynthos.
Mit der "Russischen Verfassung" von 1806 wurde der Senat zu einem gesetzgebenden Organ. Er bestand weiterhin aus siebzehn Mitgliedern: jeweils vier für Korfu, Kefalonia und Zakynthos, zwei für Lefkada und jeweils eines für die kleineren Inseln. Neun von ihnen amtierten drei Jahre und acht vier Jahre. Die Exekutivgewalt lag stattdessen bei einem fünfköpfigen Kollegium, dem Principato. Nach der Abtretung der Republik an Frankreich im Friede von Tilsit und dem Beginn der zweiten französischen Herrschaftsperiode blieb der Senat als einzige Institution der Republik der Sieben Inseln erhalten, doch seine Mitglieder wurden nun vom französischen Generalgouverneur ernannt und nicht mehr gewählt.
Nach dem Sturz Napoleons, der Wiedereinsetzung Ludwigs XVIII. und der Übergabe Korfus an die Briten versuchte der Ionische Senat, sich auf dem Wiener Kongress für die Unabhängigkeit der Inseln einzusetzen, indem er erklärte, dass die Republik unter der französischen und britischen Besatzung zwar suspendiert, aber nicht abgeschafft worden sei. Der britische Generalgouverneur Sir James Campbell lehnte diese Ansicht jedoch ab, da er der Meinung war, dass die Republik nach Tilsit aufgehört habe zu existieren und der ernannte Senat nicht repräsentativ für das ionische Volk sei.

## Vereinigte Staaten der Ionischen Inseln
Gemäß der Verfassung des britischen Protektorats der Ionischen Inseln von 1817 war der Ionische Senat das Exekutivorgan (das gesetzgebende Organ war das Ionische Parlament). Er hatte sechs Mitglieder, die von der Versammlung für eine Amtszeit von fünf Jahren gewählt wurden: einen Präsidenten, je einen Delegierten für die vier größeren Inseln (Korfu, Lefkada, Kefalonia und Zakynthos) und je einen Delegierten, der abwechselnd für die drei kleineren Inseln (Paxoi, Ithaka und Kythira) zuständig war. Mit der Union der Ionischen Inseln mit Griechenland im Jahr 1864 wurde der Ionische Senat abgeschafft.